# Blackfriars Hall

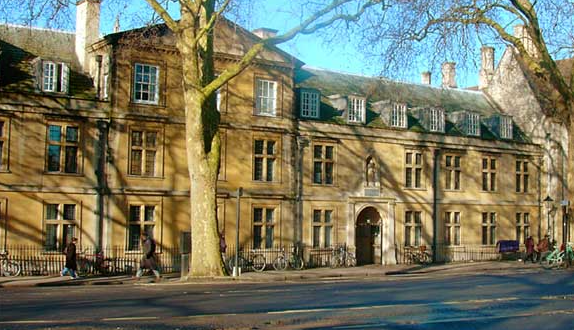
Siedziba Private Hall Dominikanów w Oksfordzie

Permanent Private Hall Zakonu Dominikanów w Oksfordzie (ang. Blackfriars Private Hall) - jeden z 7 Permanent Private Halls Uniwersytetu w Oksfordzie, prowadzony przez angielską prowincję Zakonu Dominikanów. 
Studenci mieszkający w Private Hall Dominikanów mogą studiować teologię lub filozofię. Otrzymują oni dyplom Uniwersytetu w Oksfordzie. Oprócz studentów miejscowych przyjeżdżają tutaj studenci z różnych uczelni zagranicznych.
Siedziba Private Hall Dominiakanów znajduje się przy ulicy St Giles' w Oksfordzie. W tym samym budynku znajduje się klasztor OO Dominikanów i Studium Dominikańskie (ang. Dominican Studium).

## Historia
Private Hall został utworzony w 1994 roku, ale jego tradycja sięga średniowiecza, kiedy to Dominikanie na polecenie samego świętego Dominika po raz pierwszy zaangażowali się w działalność edukacyjną w Oksfordzie. W tym czasie Zakon Kaznodziejów dominował na wydziale teologii Uniwersytetu w Oksfordzie. 
Dominikanie musieli opuścić Oksford w czasie reformacji, kiedy na polecenie Henryka VIII wszystkie zakony w Anglii zostały rozwiązane. Powrócili tutaj 400 lat później, w 1921. Zakonnicy utworzyli Private Hall w 1994.